# خط بیکرلو
خط بیکرلو (به انگلیسی: Bakerloo Line) یکی از خطوط متروی لندن است که ۲۵ ایستگاه دارد که از آن ۱۵ ایستگاه زیرزمینی هستند. این خط از جنوب غربی تا شمال شرقی لندن کشیده شده‌است.
خط بیکرلو در نقشه‌های متروی لندن با رنگ قهوه‌ای نمایش داده می‌شود.

## ایستگاه‌ها
| ایستگاه                                           | تصویر | افتتاح         | اطلاعات اضافه |
| ------------------------------------------------- | ----- | -------------- | --- |
| ایستگاه هارو و ویلدستون                           |       | ۱۶ آوریل ۱۹۱۷  | Service withdrawn: 24 September 1982. Service restored: 4 June 1984.map 1                                                              |
| ایستگاه کنتون                                     |       | ۱۶ آوریل ۱۹۱۷  | Service withdrawn: 24 September 1982. Service restored: 4 June 1984.map 2                                                              |
| ایستگاه کنتون جنوبی                               |       | ۳ ژوئیه ۱۹۳۳   | Service withdrawn: 24 September 1982. Service restored: 4 June 1984.map 3                                                              |
| ایستگاه ومبلی شمالی                               |       | ۱۶ آوریل ۱۹۱۷  | Service withdrawn: 24 September 1982. Service restored: 4 June 1984.map 4                                                              |
| ایستگاه ومبلی مرکزی                               |       | ۱۶ آوریل ۱۹۱۷  | Opened as Wembley Central for Sudbury. Renamed: 5 July 1948. Service withdrawn: 24 September 1982. Service restored: 4 June 1984.map 5 |
| ایستگاه پارک استون بریج                           |       | ۱ اوت ۱۹۱۷     | map 6 |
| ایستگاه هارلسدن                                   |       | ۱۶ آوریل ۱۹۱۷  | map 7 |
| ایستگاه ویلسدن جانکشن                             |       | ۱۰ مه ۱۹۱۵     | map 8 |
| ایستگاه کنسال گرین                                |       | ۱ اکتبر ۱۹۱۶   | map 9 |
| ایستگاه کویین                                     |       | ۱۱ فوریه ۱۹۱۵  | map 10 |
| ایستگاه پارک کیلبارن                              |       | ۳۱ ژانویه ۱۹۱۵ | map 11 |
| ایستگاه میدا ویل                                  |       | ۶ ژوئن ۱۹۱۵    | map 12 |
| ایستگاه خیابان وارویک                             |       | ۳۱ ژانویه ۱۹۱۵ | map 13 |
| ایستگاه پادینگتون ( Trains to فرودگاه هیترو لندن) |       | ۱ دسامبر ۱۹۱۳  | map 14 |
| ایستگاه متروی خیابان اجور (خط بیکرلو)             |       | ۱۵ ژوئن ۱۹۰۷   | map 15 |
| ایستگاه ماریلبون                                  |       | ۲۷ مارس ۱۹۰۷   | Opened as Great Central. Renamed, 15 April 1917map 16                                                                                  |
| ایستگاه متروی خیابان بیکر                         |       | ۱۰ مارس ۱۹۰۶   | map 17 |
| ایستگاه متروی ریجنتز پارک                         |       | ۱۰ مارس ۱۹۰۶   | map 18 |
| ایستگاه متروی آکسفورد سیرکوس                      |       | ۱۰ مارس ۱۹۰۶   | map 19 |
| ایستگاه متروی پیکدیلی سیرکوس                      |       | ۱۰ مارس ۱۹۰۶   | map 20 |
| ایستگاه متروی چرینگ کراس                          |       | ۱۰ مارس ۱۹۰۶   | map 21Opened as Trafalgar Square. Renamed 1 May 1979.                                                                                  |
| ایستگاه متروی امبانکمنت                           |       | ۱۰ مارس ۱۹۰۶   | map 22 Opened as Charing Cross renamed 12 September 1976                                                                               |
| ایستگاه متروی واترلو                              |       | ۱۰ مارس ۱۹۰۶   | map 23 |
| ایستگاه لمبت شمالی                                |       | ۱۰ مارس ۱۹۰۶   | Opened as Kennington Road. Renamed Westminster Bridge Road: 5 August 1906, Renamed to Lambeth North: 15 April 1917map 24               |
| ایستگاه قلعه و فیل                                |       | ۵ اوت ۱۹۰۶     | map 25 |

چرینگ